# Robert Hertz
Pour les articles homonymes, voir Hertz (homonymie).
Robert Walter Hertz, né à Saint-Cloud le 22 juin 1881 et mort pour la France le 13 avril 1915 à Marchéville (Meuse), est un anthropologue français, élève et ami de Marcel Mauss. Son décès précoce durant la Première Guerre mondiale fut vivement regretté par Marcel Mauss, Émile Durkheim et de nombreux chercheurs en sciences sociales de l'époque, qui le considéraient comme une figure importante du développement à venir de la science anthropologique.

## Biographie
Normalien, agrégé de philosophie, il a comme camarade le philosophe Jacques Chevalier qui le décrit en ces termes en évoquant le temps de l'École Normale : « Notre grand ami Robert Hertz, juif, socialiste, sociologue de l'école de Durkheim mais très supérieur à son maître, animé d'une foi profonde dans le messianisme de l'humanité, nature généreuse qui fut tué à Verdun dans la Grande Guerre.» Jean Lebrec, citant J.Malègue, estime avec ce romancier qu'il était le numéro marquant de l'École pour « sa lecture  internationale en train de devenir considérable, son expérience déjà très renseignée sur bien des aspects économiques du monde.» Il participe en 1905 à l'entreprise de L'Année sociologique. Entre 1904 et 1906, Hertz séjourne à Londres où il réunit toute une masse d'informations ethnographiques dans laquelle il puisera la matière de ses travaux. De retour en France, il enseigne la philosophie dans un lycée, puis il est nommé à l'École pratique des hautes études. En 1907, paraît dans L'Année sociologique l'essai sur La Représentation collective de la mort. En 1909, il publie son étude la plus célèbre, la Prééminence de la main droite. Pendant sa période londonienne, Hertz travaille à rassembler des matériaux sur Le Péché et l'expiation dans les sociétés primitives dans le but d'établir une œuvre consacrée au problème de l'impureté. En 1911, Hertz découvre le village de Cogne dans le Val d'Aoste en Italie, où il conduit une enquête sur le culte de Saint-Besse. Il en ressort des travaux sur le folklore et mythologie comparée. 
En 1915, Hertz sert comme sous-lieutenant au 330e régiment d'infanterie. Au front, il continue ses recherches sur le folklore auprès des poilus. Il est tué en Lorraine le 13 avril 1915 lors d'une attaque, à l'âge de 33 ans. Il laisse derrière lui une masse d'informations ethnologiques. Marcel Mauss reprendra certaines notes de son ami et publiera une étude posthume, sous le titre Mélanges de sociologie religieuse et de folklore. Marcel Mauss et Evans-Pritchard, ethnologue et enseignant à Oxford, contribueront à la diffusion des travaux de Hertz.
Il épouse en 1904 Alice Bauer qui est quant à elle une figure de la pédagogie enfantine. Il est aussi le beau-frère du physicien Edmond Bauer et de l'éditeur Léon Eyrolles, mari de sa sœur l'artiste peintre Cécile Hertz.

## Travaux
Au niveau méthodologique, Hertz reprend pour l'essentiel le cadre de pensée et les règles de méthode élaborée par Durkheim. L'objet de la recherche est constitué au préalable en fait social. C'est ainsi que dans son étude sur la Prééminence de la main droite, l'asymétrie organique est analysée du point de vue des idées et des valeurs qui s'y attachent, « l'idéal de droiterie » et « les interdits pesant sur la main gauche », soit une idéologie insérée dans un modèle d'ordre. Conformément aux enseignements de Durkheim qui définissaient les faits sociaux comme des « systèmes objectivés d'idées », la notion de représentation collective joue un rôle essentiel dans les travaux de Hertz. Le fait social à analyser est ensuite assujetti à une définition générique ayant pour fonction de dégager son essence à partir de la variété de ses manifestations culturelles. Comme chez Durkheim, le comparatisme mis en œuvre débute par l'exploration d'un univers de culture précisément circonscrit. Les pratiques mortuaires des Dayaks tiennent d'une certaine manière, dans le travail de Hertz sur la mort, la place occupée par le totémisme australien dans Les Formes élémentaires de la vie religieuse. Pourtant, Hertz, tout comme Marcel Mauss, s'écarte d'un système purement durkheimien, en usant d'une méthode de travail qui respecte davantage la complexité des faits. Ainsi, on a pu considérer Hertz comme le précurseur de l'analyse structurale, parce qu'il s'efforçait de déceler, à l'intérieur d'un ensemble de données soigneusement délimitées, les relations significatives qui seules en livrent l'intelligibilité. L'hypothèse de Hertz selon laquelle la mort n'est qu'une « initiation » repose sur une analyse minutieuse des rapports entre trois éléments : le corps, le défunt, son âme, les vivants. De nos jours, de nombreux travaux trouvent une part de leur inspiration dans la démarche de Hertz. Pour Marcel Mauss, Émile Durkheim et de nombreux chercheurs en science sociales de l'époque, la mort précoce de Robert Hertz, de par l'ampleur de son projet intellectuel, fut préjudiciable au développement de la science anthropologique.

## Textes en ligne
- Sociologie religieuse et folklore, recueil de textes publié entre 1907 et 1917,  avec un avant-propos de Marcel Mauss.(1928)
- Le péché et l'expiation dans les sociétés primitives, Réimpression de l'édition établie par Marcel Mauss en 1922.

## Études sur Robert Hertz
- Jean Jamin, « La gauche, nécessaire », préface à la réédition de : Robert Hertz, Le Péché et l'expiation dans les sociétés primitives, Paris, Éditions Jean-Michel Place, 1988, pp. I-XVI.
- Nicolas Mariot, Histoire d'un sacrifice : Robert, Alice et la guerre (1914-1917), Paris, Éditions du Seuil, 2017,  (ISBN 978-2-02-134370-0)
- Stephan Moebius, Die Zauberlehrlinge, Soziologiegeschichte des Collège de Sociologie 1937-1939. Konstanz : UVK, 2006.
- Robert Parkin, The Dark Side of Humanity: The Work of Robert Hertz and its Legacy, Amsterdam : Harwood Academic Publishers, 1996.